# Łęki Małe (Łódź)
Pour les articles homonymes, voir Łęki Małe.
Łęki Małe est une localité polonaise de la gmina de Lututów, située dans le powiat de Wieruszów en voïvodie de Łódź.